# Engelthal
Engelthal è un comune tedesco di 1 155 abitanti, situato nel land della Baviera.